# 7-и – 11-и километър
„7-и – 11-и километър“ е квартал на град София, България, разположен в район „Младост“ (с малка част в район „Искър“), на 7,7 километра югоизточно от центъра на града.
Разположен е около булевард „Цариградско шосе“ и е застроен главно с административни, промишлени и търговски сгради. Граничи с местността „Къро“ на север, квартал „Дружба“ на изток, „Горубляне“ и промишлена зона „Изток“ на юг и с кварталите „Младост 1А“ и „Младост 1“ на запад.

## Улици и произход на имената им
| Път                           | Наречен на                                              | Местоположение |
| ----------------------------- | ------------------------------------------------------- | -------------- |
| „Александър Малинов“          | Александър Малинов (1867 – 1938), политик               | Карта          |
| „Анна Ахматова“               | Анна Ахматова (1889 – 1966), руска поетеса              | Карта          |
| „Изворът на Белоногата“       | „Изворът на Белоногата“, поема на Петко Славейков       | Карта          |
| „Капитан Димитър Списаревски“ | Димитър Списаревски (1916 – 1943), авиатор              | Карта          |
| „Константин Костенечки“       | Константин Костенечки (1380 – 1431), писател            | Карта          |
| „Копенхаген“                  | Копенхаген, столицата на Дания                          | Карта          |
| „Магнаурска школа“            | Магнаурска школа, училище в средновековен Цариград      | Карта          |
| „Обиколна“                    | –                                                       | Карта          |
| „Проф. Д-р Димитър Славов“    | Димитър Славов (? – 2021), агроном                      | Карта          |
| „Проф. Константин Илиев“      | Константин Илиев (1924 – 1988), диригент                | Карта          |
| „Професор Цветан Лазаров“     | Цветан Лазаров (1896 – 1961), инженер                   | Карта          |
| „Самоковско шосе“             | Самоков, град в Западна България                        | Карта          |
| „Христофор Колумб“            | Христофор Колумб (1451 – 1506), италиански мореплавател | Карта          |
| „Цариградско шосе“            | Истанбул, град в Турция                                 | Карта          |